# Jörg Reeb
Jörg Reeb (* 6. Januar 1972 in Saarbrücken) ist ein ehemaliger deutscher Fußballspieler.

## Karriere
Reeb stieg 1992 das erste Mal mit dem 1. FC Saarbrücken in die 1. Bundesliga auf, kam in der Saison 1992/93 aber dort nur zu einem Einsatz. Saarbrücken stieg postwendend wieder ab. 1996 kam Reeb erneut in die 1. Bundesliga. Erneut brachte ihn der Aufstieg seines Vereins, diesmal Arminia Bielefeld, ins deutsche Fußballoberhaus. Durch seine soliden Leistungen machte er sich einen Namen und interessant für andere Vereine. 1998 wechselte er zu Bayer 04 Leverkusen, mit denen er zweimal deutscher Vizemeister wurde. Nachdem er sich dort aber nie gänzlich als Stammkraft durchsetzen konnte, ging er 2001 zum rheinischen Nachbarn 1. FC Köln. Dort konnte er jedoch nicht überzeugen. Er wechselte zum FC Augsburg in die Regionalliga Süd, wo er 2004 seine Profilaufbahn beendete. Von 2005 bis 2006 spielte er auf Mallorca für die CD Atlético Baleares. Danach kehrte er nach Deutschland zurück um von 2006 bis 2008 für die Sportfreunde Köllerbach zu spielen. 2008 wurde er Spielertrainer beim ASC Dudweiler. 2009 stieg Dudweiler als fünfter der Landesliga Südwest in die Verbandsliga Saarland auf. Dort wurde am Ende der Saison 2009/10 nur der 16. Platz erreicht. Nur durch den Lizenzentzug für einige West-Regionalligisten durfte Dudweiler in der Verbandsliga verbleiben. Er wurde daraufhin als Trainer durch Olaf Franz abgelöst.
Danach wurde er Trainer bei Eintracht Altenwald in der Saarbrücker Kreisliga.

## Statistik
1. Bundesliga:
- 136 Spiele; 6 Tore

2. Bundesliga:
- 93 Spiele; 4 Tore

Regionalliga Süd:
- 57 Spiele; 17 Tore

## Erfolge
- 1999 Deutscher Vize-Meister
- 2000 Deutscher Vize-Meister